# Suru
Suru est un village de la paroisse de Kuusalu dans le Harjumaa en Estonie. Au 1er janvier 2012, le village compte 8 habitants.